# Хренов, Аркадий Фёдорович
Арка́дий Фёдорович Хре́нов (5 февраля 1900, Очёр — 29 декабря 1987, Москва) — советский военачальник, генерал-полковник инженерных войск (1944), Герой Советского Союза (21.3.1940).

## Биография
В Красной Армии с 1918 года. Участник Гражданской войны 1918—1920 годов.
Окончил курсы усовершенствования командного состава (1929). Член КПСС с 1931 года. Преподаватель Ленинградского военно-инженерного училища. Помощник начальника инженерных войск Ленинградского военного округа. Участник советско-финской войны в должности начальника инженерных войск 7-й армии: полковник, начальник инженерных войск Северо-Западного фронта. Хренов создал тестовый полигон – копию финских укреплений, на котором отрабатывались действия артиллерии, пехоты, танков с использованием инженерных средств. В результате 2-й штурм «линии Маннергейма», длившийся месяц, завершился успешно.

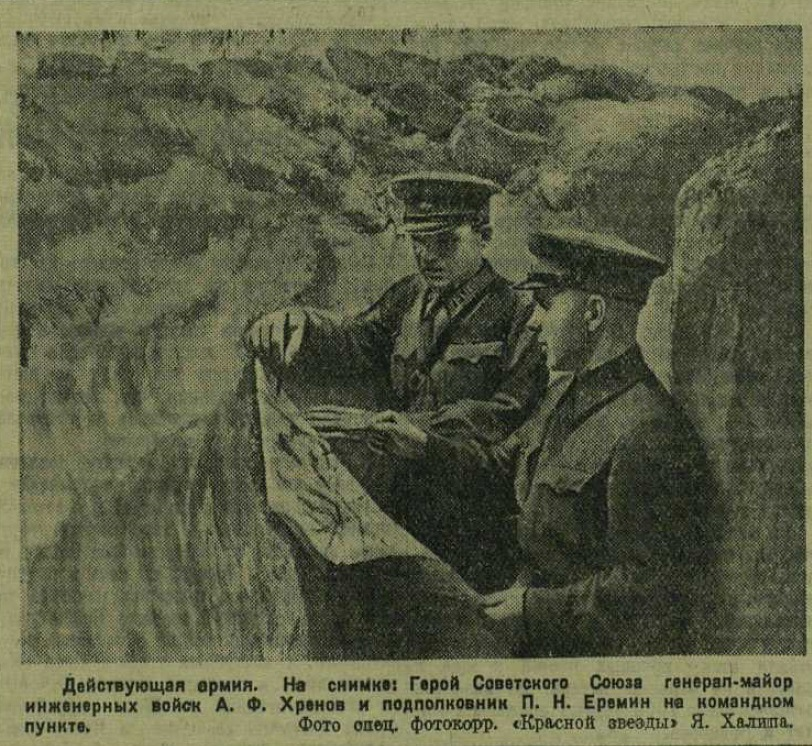
Герой Советского Союза генерал-майор инженерных войск А. Ф. Хренов и полковник П. Н. Ерёмин на командном пункте. 20 сентября 1941 г.

21 марта 1940 года присвоено звание Героя Советского Союза.
В 1940—1941 годах — начальник Главного управления военно-инженерных войск Красной Армии, с 4 июня 1940 года генерал-майор. Перед началом ВОВ назначен начальником инженерных войск Московского военного округа.
С 22 июня 1941 года назначен начальником инженерных войск Южного фронта. С 19 августа 1941 года — помощник командующего по оборонительному строительству Одесского оборонительного района. После оставления Одессы — начальник инженерных войск Севастопольского оборонительного района (1941—1942).
Начальник инженерных войск Крымского (апрель — май 1942 года), Ленинградского и Волховского (1942—1944), Карельского (1944—1945), 1-го Дальневосточного (1945) фронтов. 1-му Дальневосточному фронту ставилась задача быстрого захвата городов Харбина и Гирина. Перед началом боев А. Ф. Хренов провёл инженерную подготовку и обеспечение наступательного плацдарма в Приморье. Когда началось наступление на японцев, Хренов предложил высадить на вражеские аэродромы воздушные десанты, сыграв на неожиданности — операция прошла успешно.
После войны — начальник инженерных войск Приморского военного округа, затем Войск Дальнего Востока (декабрь 1945 — май 1949), генерал-инспектор инженерных войск Главной инспекции Министерства обороны СССР (1949—1960).
С сентября 1960 года генерал-полковник инженерных войск в отставке.
Умер 29 декабря 1987 года в Москве. Похоронен на Кунцевском кладбище.

## Награды

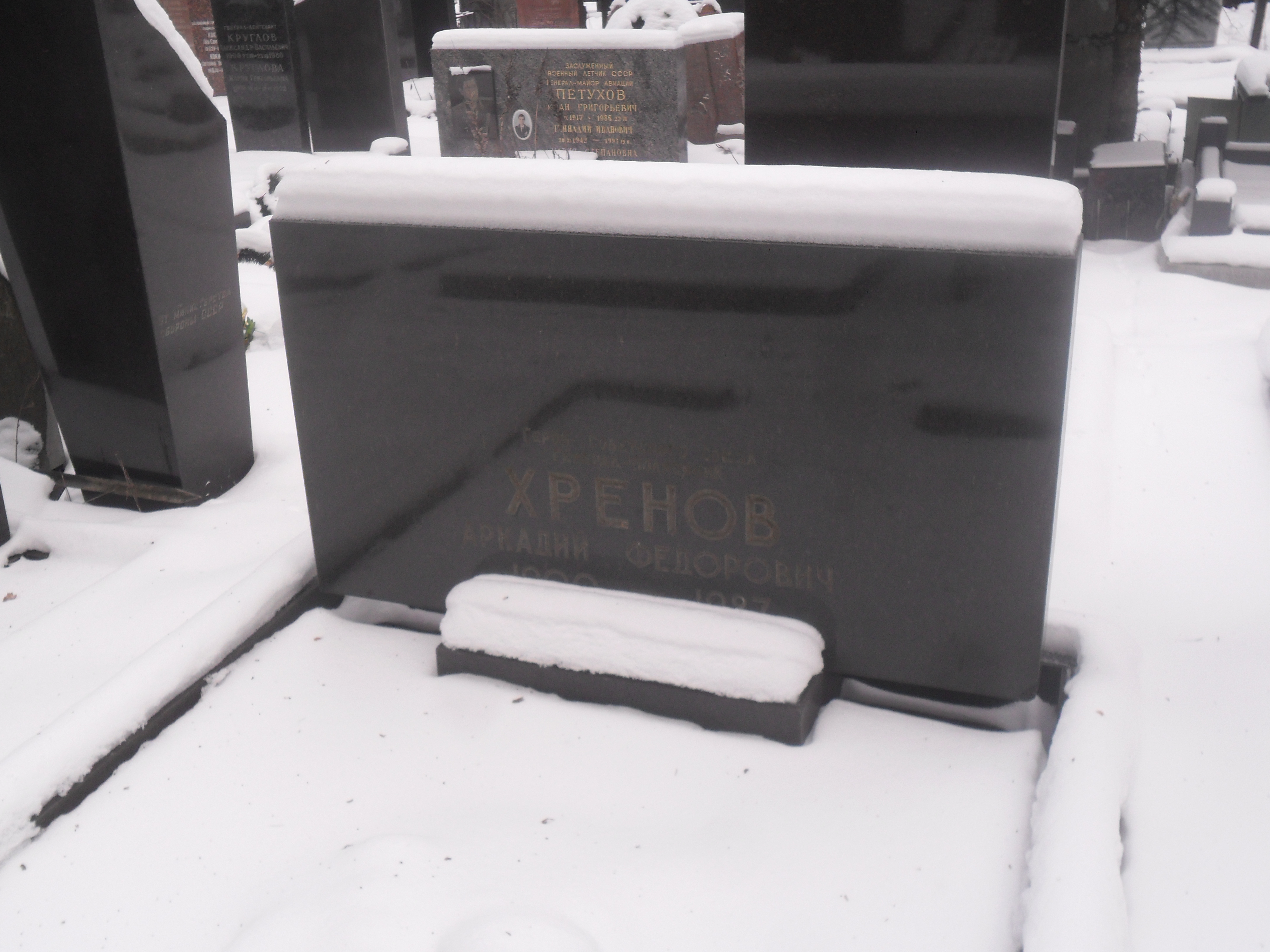
Могила Хренова на Кунцевском кладбище

- Медаль «Золотая Звезда» (21.03.1940);
- три ордена Ленина  (21.03.1940, 10.02.1942, 21.02.1945);
- орден Октябрьской Революции (05.02.1980)[1];
- три ордена Красного Знамени и (15.01.1940, 04.11.1944, 20.06.1949);
- два ордена Кутузова 1-й степени (26.08.1944, 8.09.1945);
- орден Суворова 2-й степени (31.01.1943);
- орден Кутузова 2-й степени (21.02.1944);
- орден Отечественной войны 1-й степени (11.03.1985);
- медали СССР;
- знак «50 лет пребывания в КПСС»;
- иностранные ордена и медали.

Почётный гражданин Очёра и Киришей.

## Сочинения
- Хренов А. Ф. Мосты к победе. — М.: Воениздат, 1982. — 349 с.
- Хренов А. Ф. Переправы и мосты для местного населения. — Л.: Ленгострансиздат, 1933.
- Хренов А. Ф. Организация и инженерное обеспечение переправ. — М.: Гос. воен. изд-во, 1935.
- Хренов А. Ф. Петсамо-Киркинесская операция // Военно-исторический журнал. — 1984. — № 10. — С. 10—16.

## Семья
Супруга Софья Васильевна, урождённая Хондого, из Старого Быхова Могилёвской области.
Старший сын Хренов, Пётр Аркадьевич (1926 — 1992) — генерал-майор, заместитель начальника военно-инженерной кафедры Военной академии Генерального Штаба ВС РФ.
Младший сын Хренов, Борис Аркадьевич (1931—2021) — советский и российский физик.